# South Tucson
South Tucson est une ville du comté de Pima, en Arizona, aux États-Unis.
Elle fait partie de l'agglomération de Tucson.

## Démographie
| 1940  | 1950  | 1960  | 1970  | 1980  | 1990  |
| ----- | ----- | ----- | ----- | ----- | ----- |
| 1 066 | 2 364 | 7 004 | 6 220 | 6 554 | 5 171 |

| 2000  | 2010  | - | - | - | - |
| ----- | ----- | - | - | - | - |
| 5 490 | 5 652 | - | - | - | - |